# U 558
U 558 war ein deutsches U-Boot vom Typ VII C, das während des Zweiten Weltkriegs im Rahmen des U-Boot-Krieges eingesetzt wurde.

## Technische Daten
Erst nach Kriegsbeginn ergingen Bauaufträge an die Hamburger Werft Blohm & Voss. Der erste Auftrag an diese Werft umfasste neben U 558 insgesamt acht Boote, alle vom Typ VII C. Ein U-Boot dieses Typs hatte eine Länge von 67 m und unter Wasser eine Verdrängung von 865 m³. Es wurde über Wasser von zwei Dieselmotoren angetrieben, die eine Geschwindigkeit von 17 kn erreichten. Unter Wasser gewährleisteten zwei Elektromotoren eine Geschwindigkeit von 7 kn. Die Bewaffnung dieser U-Bootklasse – auch „Atlantikboot“ genannt – bestand bis 1944 aus einer 8,8-cm-Kanone und einer 2-cm-Flak an Deck, sowie vier Bugtorpedorohren und einem Hecktorpedorohr.

## Kommandant
Erster und einziger Kommandant war vom 20. Februar 1941 bis 20. Juli 1943 Günther Krech.

## Einsatz und Geschichte
Kommandant Krech stellte U 558 am 20. Februar 1941 in Dienst und unternahm von Kiel aus zunächst einige Ausbildungsfahrten in der Ostsee. Im Mai desselben Jahres erreichte das Boot Fronttauglichkeit und fuhr von Kiel zur ersten Feindfahrt aus. Nach einer Patrouille im Nordatlantik lief U 558 schließlich in Brest ein, dem Stützpunkt der 1. U-Flottille. Kommandant Krech versenkte mit U 558 auf den folgenden neun Feindfahrten insgesamt 18 Schiffe, hiervon die meisten in Geleitzugschlachten.

### Geleitzugschlachten 1941
Ende August des Jahres 1941 entdeckte Kommandant Paulshen, der mit U 557 zwischen Rockall und dem Nordkanal nach auslaufenden Geleitzügen suchte, den Konvoi OS 4, der auf dem Weg nach Sierra Leone war. Auf Paulshens Meldung hin wurden acht U-Boote zum Angriff auf diesen Geleitzug in dieses Seegebiet beordert, unter anderem auch U 558, das zu dieser Zeit auf seiner dritten Feindfahrt im mittleren Atlantik patrouillierte. Die U-Boote starteten ihren Angriff am Morgen des 27. Augusts zu ungünstigen – weil stürmischen – Wetterbedingungen. U 558 und U 557 erzielten im Verlaufe des Tages Versenkungen.
- am 28. August 1941 britischer Frachter Otaio mit 10.289 BRT versenkt (Lage)

Am 11. Oktober lief U 558 von Brest zu seiner vierten Feindfahrt aus. Vier Tage später entdeckte Kommandant Krech den kanadischen Frachter Vancouver Island, ein ehemals deutsches Schiff, und versenkte ihn.
- am 15. September 1941 kanadischer Frachter Vancouver Island mit 9500 BRT versenkt (Lage)

Mitte Oktober spürte U 553 einen Geleitzug auf, der von einem Zerstörer und sieben Korvetten gedeckt wurde. Kommandant Thurmann setzte Peilzeichen ab, die weitere Boote – auch U 558 – heranführten, die am 16. Oktober den SC 48 angriffen. Kommandant Krech meldete die Versenkung von drei Schiffen und die Beschädigung eines weiteren, die jedoch nicht bestätigt wurde.
- am 17. Oktober 1941 britisches Tankschiff W.C. Teagle mit 9552 BRT versenkt (Lage)
- am 17. Oktober 1941 norwegisches Tankschiff  Enriken mit 6595 BRT versenkt (Lage)
- am 17. Oktober 1941 norwegischen Dampfer Rym mit 1369 BRT versenkt

Ende Oktober lief U 558 wieder in Brest ein. Der Befehlshaber der U-Boote, Karl Dönitz attestierte der Unternehmung einen „schönen Erfolg“.

### Versuchter Gibraltardurchbruch

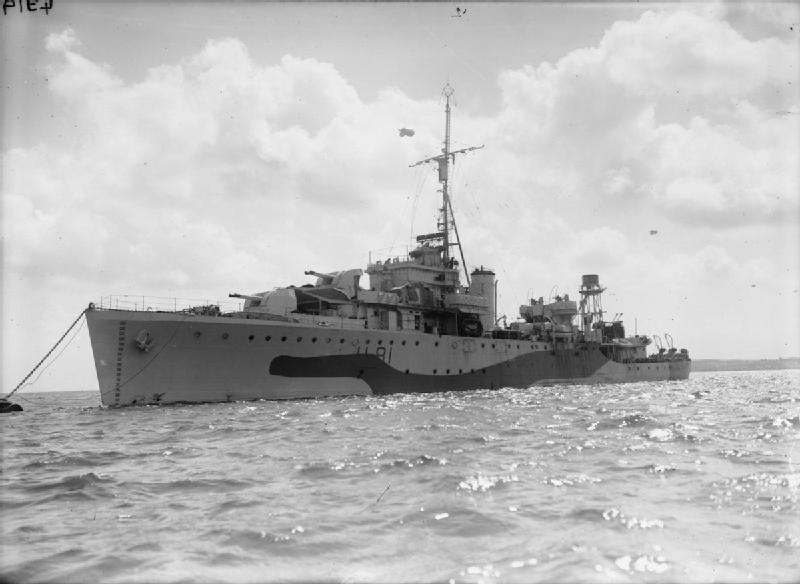
Die Stork

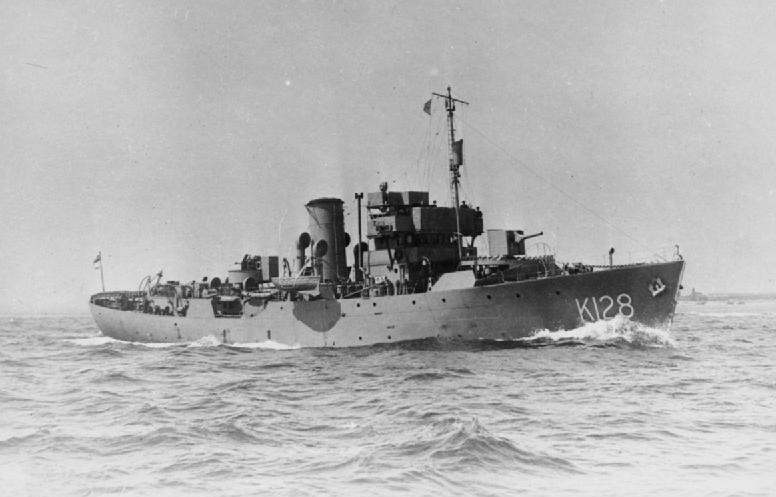
Die Samphire

Auf dem nordafrikanischen Kriegsschauplatz hatte im November die Operation Crusader begonnen. Ein massierter deutscher U-Booteinsatz im Mittelmeer war in der Folge dazu bestimmt,  den Nachschub der britischen Truppen anzugreifen. Zu diesem Zweck wurden mehrere deutsche U-Boote im November des Jahres 1941 angewiesen, die Straße von Gibraltar zu passieren, die von britischen Schiffen und Flugzeugen gut geschützt war. U 558 verließ Brest am 24. November und erreichte am 2. Dezember die Straße von Gibraltar. Das Boot wurde von britischen Flugzeugen per Radar entdeckt und angegriffen. Dieser Angriff wurde von zwei herbeigerufenen Kriegsschiffen, der HMS Stork (rechts) und der HMS Sampshire  (links) unterstützt, deren Wasserbombenangriffe U 558 so schwer beschädigten, dass sich Kommandant Krech entschloss, den Durchbruchsversuch abzubrechen.

### Neuartige Abwehrmaßnahmen
Mitte Februar des Jahres 1942 entdeckte Kommandant Piening mit U 155 den Geleitzug ONS 67, insgesamt 35 Handelsschiffe, die von einer kanadischen Korvette und vier US-amerikanischen Zerstörern geschützt wurden.  In diesem Geleitzug fuhr der britische Tanker Empire Celt der testweise mit einer neuartigen Schutzvorrichtung gegen Torpedoangriffe ausgerüstet war: Einem Abwehrnetz, das die Fahrt des Schiffes zwar auf neun Knoten verringerte, aber in Versuchen seine Wirksamkeit bereits erwiesen hatte. Die Fahrt der Empire Celt war der erste Einsatz dieser Torpedonetze. Gemäß den Grundsätzen der Rudeltaktik hätte das fühlungshaltende U 155 das Eintreffen weiterer U-Boote abwarten müssen. Kommandant Piening entschloss sich allerdings zu einem Angriff, nachdem er von der als „Rettungsschiff“ mitfahrenden Toward per HF/DF-Peilung entdeckt worden war. U 558 erreichte den Geleitzug am 24. Februar und Kommandant Krech entschloss sich zum sofortigen Angriff.
- britischer Tanker Inverarder mit 5578 BRT versenkt (Lage)
- norwegisches Tankschiff Eidanger mit 9432 BRT versenkt (Lage)

Kommandant Krech hatte im Verlauf dieser Geleitzugschlacht den Einsatz der Anti-Torpedonetze beobachtet und berichtete, nachdem U 558 am 11. März nach Brest zurückgekehrt war, dem B.d.U Karl Dönitz über diese neuartige Abwehrmaßnahme.

### Einsatz bei Unternehmen Paukenschlag
Im April 1942 stellte der BdU eine Gruppe von U-Booten zusammen, die zum Einsatz in US-amerikanischen Gewässern vorgesehen war (Unternehmen Paukenschlag). Sie umfasste insgesamt 13 Boote von Typ IX und 16 vom Typ VII, darunter auch U 558. Zur Versorgung war das XIV-Boot, eine sogenannte „Milchkuh“, vorgesehen, das bereits im März seine Position im Nordatlantik erreicht hatte. U 558 verließ Brest am 12. April und erreichte etwa Mitte Mai sein Einsatzgebiet, wo Kommandant Krech mehrere Schiffe versenkte.
- 12. Mai  britischer Hilfs-U-Bootjäger Bedfordshire mit 913 t versenkt (Lage)
- 18. Mai niederländischer Dampfer Fauna mit 1254 BRT versenkt (Lage)
- 25. Mai amerikanischer Dampfer Beatrice mit 3450 BRT versenkt (Lage)
- 27. Mai amerikanisches Armee-Transportschiff Jack mit 2622 BRT versenkt (Lage)
- 2. Juni niederländischer Dampfer Triton mit 2078 BRT versenkt (Lage)

### Geleitzugjagd in der Karibik
Im Juli 1942 wurde U 558 in die Karibik beordert, wo Kommandant Krech im Seegebiet bei der Windward-Passage Geleitzügen auflauern sollte. An dem Tag an dem U 558 seinen Einsatzort erreicht hatte, versenkte Kommandant Krech ein britisches Tankschiff, welches zu einem Konvoi gehörte, der von Trinidad nach Key West lief, diesem aber vorausgeeilt war,
- 25. August britischer Dampfer Amakura mit 1967 BRT versenkt (Lage).

### Letzte Erfolge
Der Geleitzug UC 1, der mit 32 Schiffen von Großbritannien aus auf dem Weg nach Curacao war, wurde Ende Februar 1943 von U 522 entdeckt. Kommandant Schneider gab Meldung an die U-Bootführung und entschloss sich schließlich, ohne das Eintreffen weiterer Boote abzuwarten, in den frühen Morgenstunden des 23. Februar zum Angriff. Gegen Mittag traf unter anderem auch U 558 am Ort des Geschehens ein. Kommandant Krech versenkte ein bereits beschädigtes und lediglich Ballast fahrendes britisches Schiff und meldete darüber hinaus, drei Zerstörer erfolglos attackiert zu haben.
- 24. Februar britischer Tanker Empire Norseman mit 9811 BRT versenkt (Lage)

Obwohl die deutsche Propaganda abschließend acht Tankschiffe und einen Zerstörer als versenkt meldete, waren tatsächlich nur drei Tanker versenkt worden. Auf alliierter Seite wurde der Kampf um Geleitzug UC 1 als Erfolg gewertet, insbesondere da sich die vier Zerstörer des US-amerikanischen Geleitschutzes nach britischer Einschätzung bewährt hätten.

### Untergang vonU 558
Während der Rückreise zum Stützpunkt in Brest war U 558 mehrmals von Flugzeugen attackiert worden, konnte die Angriffe jedoch mit Flakfeuer abwehren. Schließlich entdeckte eine aus drei Zerstörern bestehende U-Bootjagdgruppe, die von Luftaufklärung unterstützt wurde, das Boot in der Biscaya. Am 20. Juli griff ein unidentifiziertes Flugzeug U 558 an. Obwohl sich Kommandant Krech dazu entschlossen hatte, auch diesem Angriff mit Flakfeuer zu begegnen, wurde auf den Alarmruf eines Mitglieds der Turmwache hin, der Tauchvorgang eingeleitet. Die Wasserbomben des gegnerischen Flugzeugs beschädigten das Boot, so dass infolge eines Wassereinbruchs aus den Batterien der E-Maschine Chlorgas austrat. Der Kommandant befahl, U 558 zu verlassen, die Besatzung stieg aus und der Leitende Ingenieur leitete die Selbstversenkung ein (Lage). Nach einem erneuten Wasserbombenangriff sowie infolge von Maschinengewehrfeuer ging ein Teil der Besatzung verloren, weitere Besatzungsmitglieder starben an den folgenden Tagen, bis schließlich die restlichen Überlebenden – neben dem Kommandanten noch vier Mann in einem Gummischlauchboot – durch das Abfeuern einer improvisierte Signalpistole auf sich aufmerksam machen konnten. Sie wurden von einem kanadischen Zerstörer aufgenommen und gerieten in Kriegsgefangenschaft.